# ستيفن جوبي
ستيفن مايكل غوباي (مواليد 15 يناير 2000) هو لاعب كرة قدم نيجيري محترف يلعب في مركز المهاجم في نادي ميلسامي أورهي.

## المسيرة الاحترافية
في منتصف موسم الدوري النيجيري الممتاز 2020–21، انتقل غوباي من ريفرز يونايتد إلى ويكي تورستس.
في 23 يوليو 2021، وقّع مع نادي الدوري الأوكراني الممتاز إينهووليتس بيتروف لمدة ثلاث سنوات. وشارك في أول مباراة له في الدوري أمام شاختار دونيتسك في 24 يوليو 2021، وسجّل هدف فريقه الوحيد في الخسارة 2–1.

## وصلات خارجية
- Michael Gopey Stephen  على سكروي
- Micheal Stephen at Global Sports Archive على موقع واي باك مشين (نسخة محفوظة dmy)